# Flagelliphantes bergstromi
Flagelliphantes bergstromi là một loài nhện trong họ Linyphiidae.
Loài này thuộc chi Flagelliphantes. Flagelliphantes bergstromi được Ehrenfried Schenkel-Haas miêu tả năm 1931.